# Zadelstraat 19

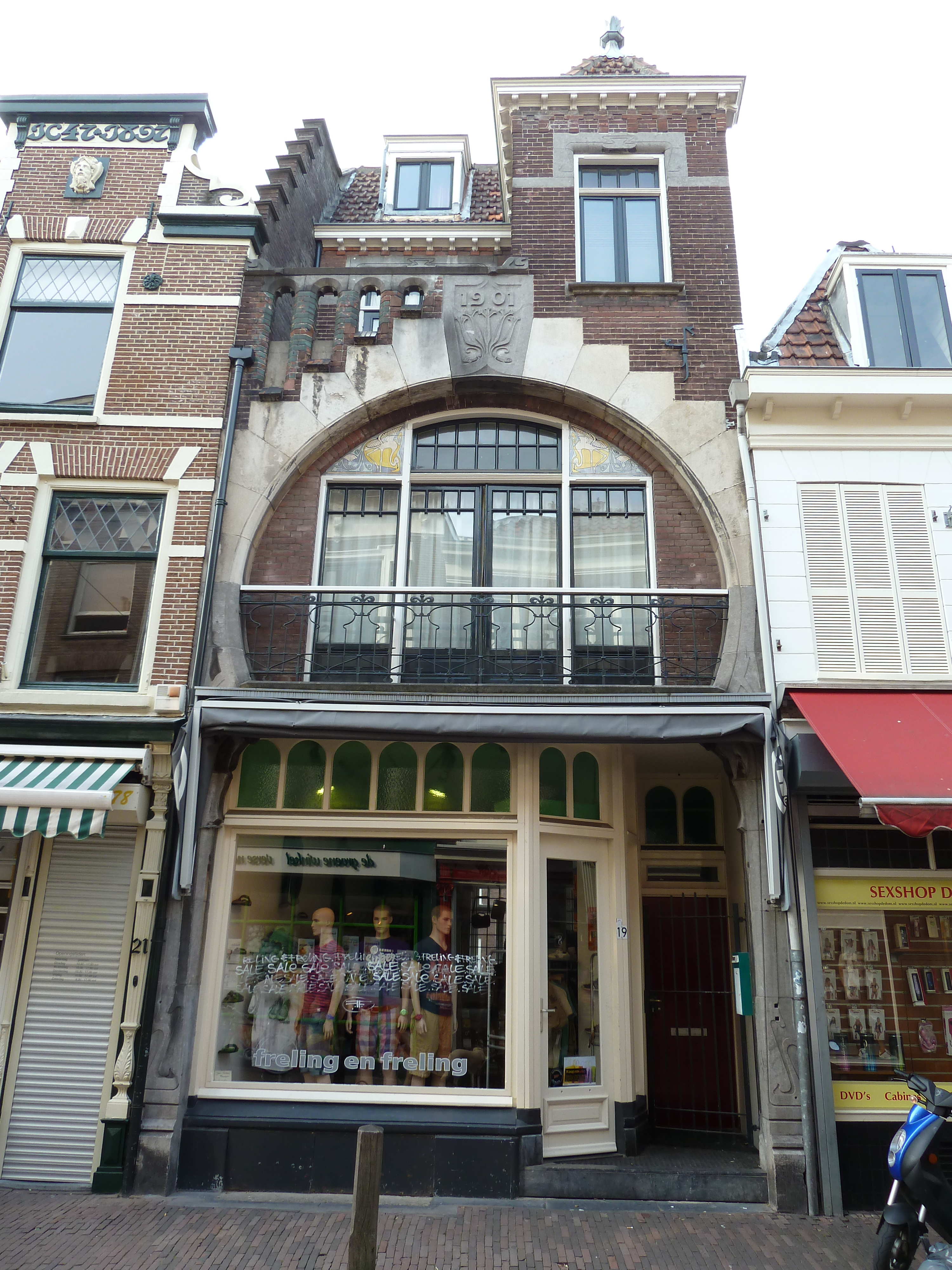
Zadelstraat 19/19bis

Zadelstraat 19/19bis is het adres van een rijksmonumentaal pand in de Nederlandse stad Utrecht.
Het woonwinkelpand in de Zadelstraat dateert uit 1901 en is ontworpen door M.E. Kuiler. Het is gebouwd in een eclectische stijl met sterke invloeden uit de art nouveau. De opdrachtgever was de firma Noack.
De oorspronkelijke pui is gaandeweg aangepast waarbij onder meer in recentere tijden een tegeltableau verdwenen is. De Commissie Welstand en Monumenten van de gemeente Utrecht sprak in 2002 naar aanleiding van een illegale verbouwing dat ze ...verbijsterd [was] over zoveel grofheid jegens een monument....